# Liniowka (obwód orenburski)
Liniowka (ros. Линёвка) – wieś (sieło) w Rosji, w obwodzie orenburski, w rejonie sol-ileckim. W 2010 liczyła 1307 mieszkańców.